# Cor Jaring

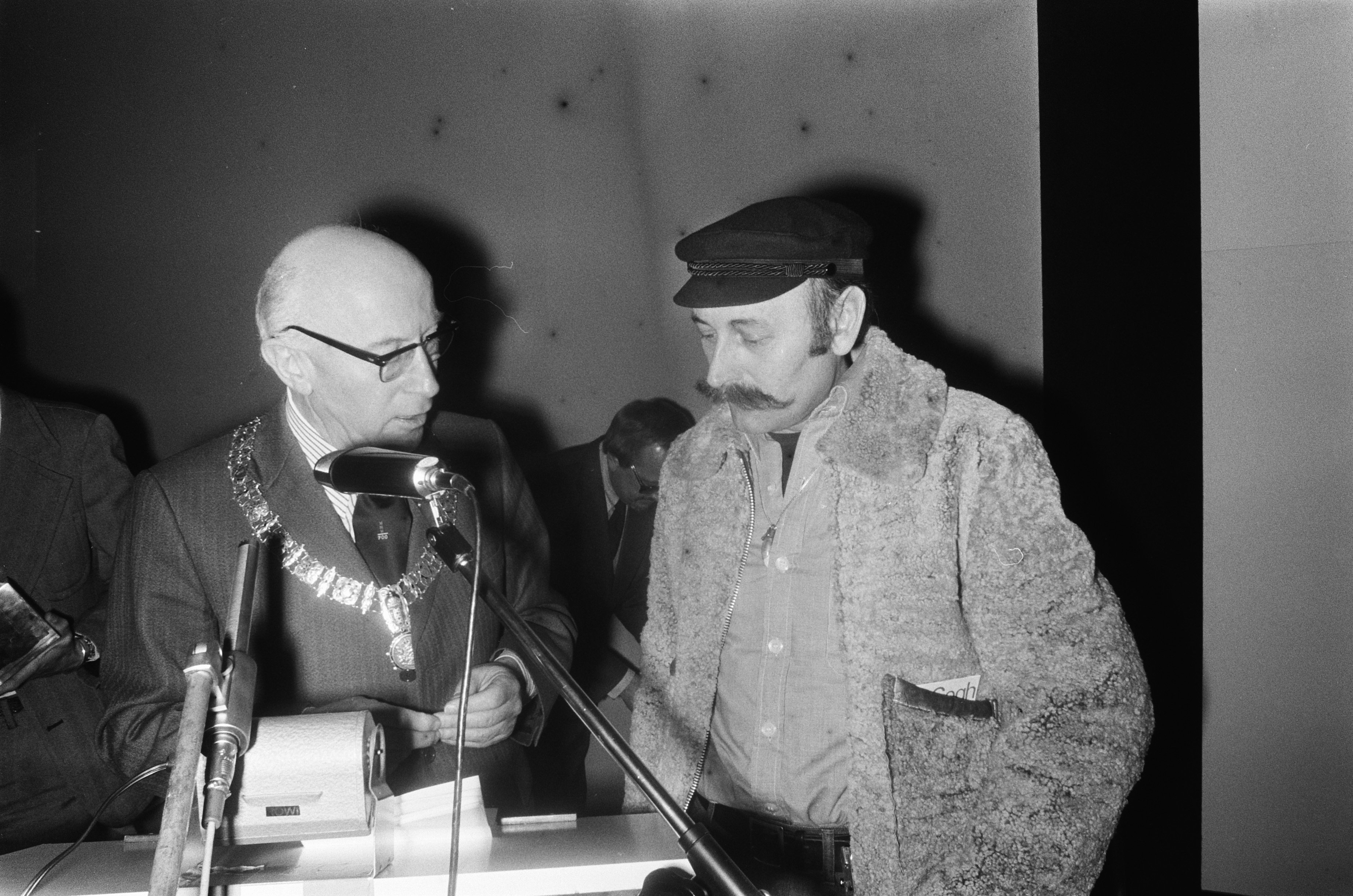
Burgemeester Samkalden en Jaring tijdens de opening van Amsterdam, beeld van een stad in 1975

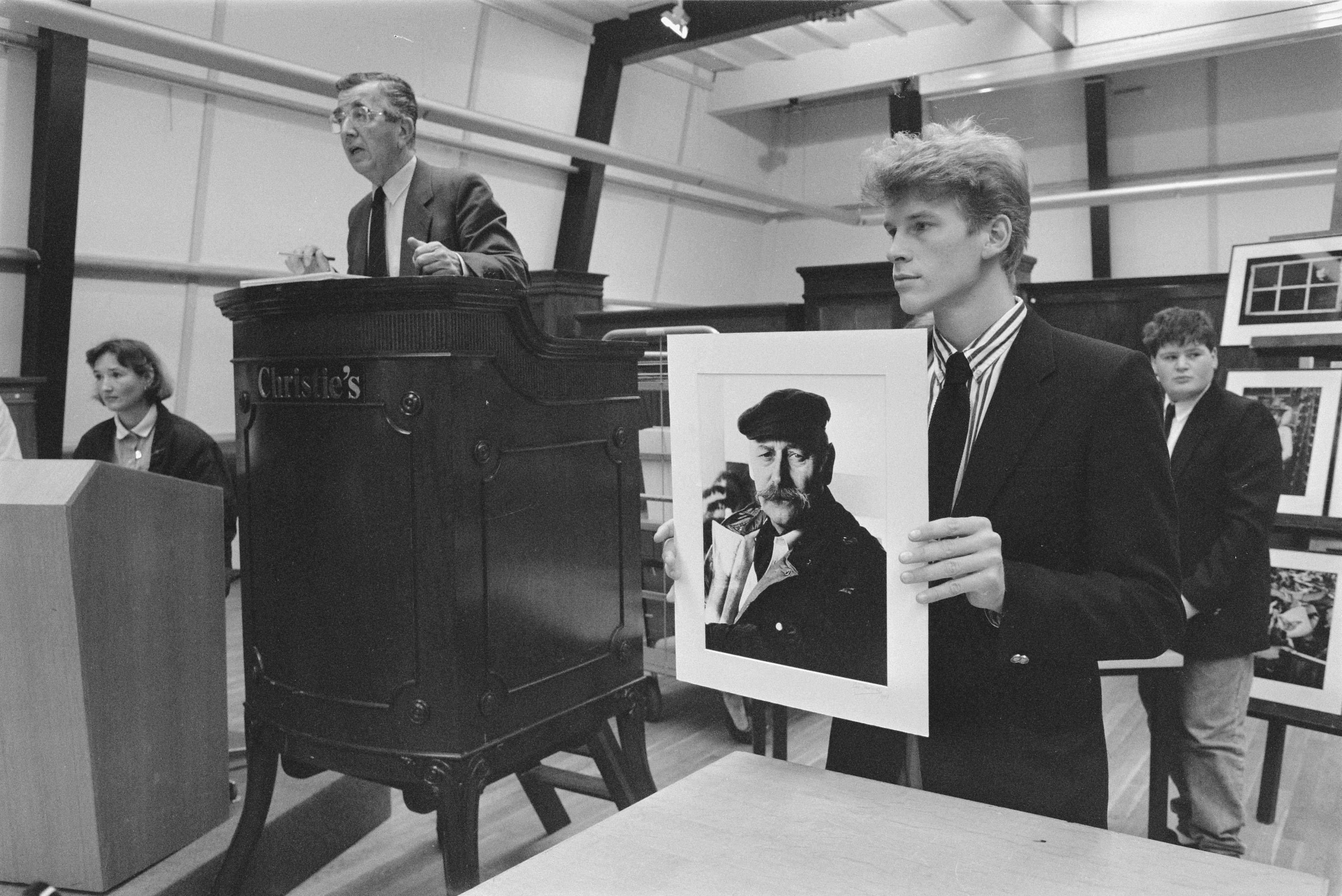
Veiling van zijn werk bij Christies, oktober 1987

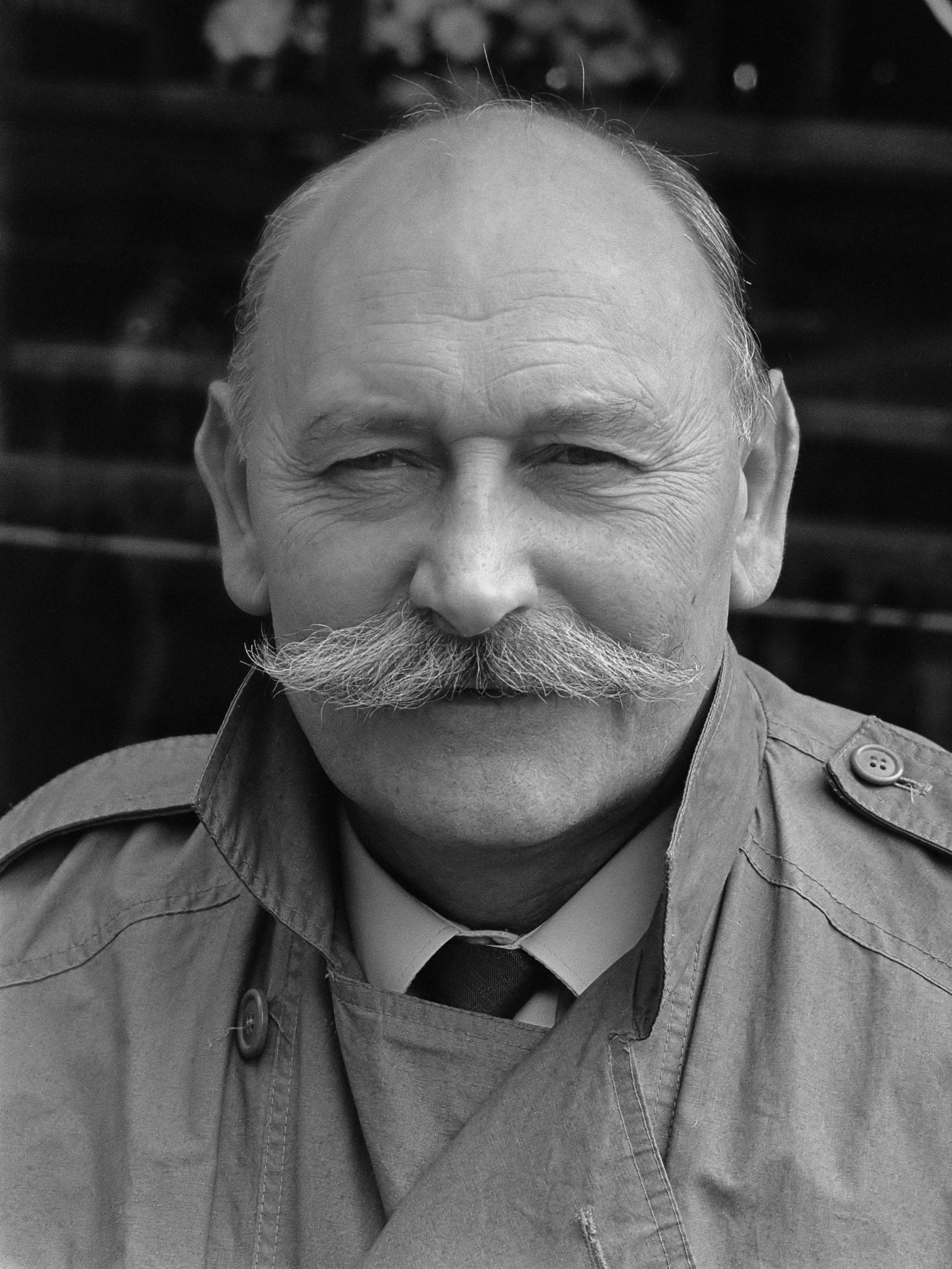
Cor Jaring in 1987

Cornelis (Cor) Jaring (Amsterdam, 18 december 1936 – aldaar, 17 november 2013) was een Nederlands fotograaf en conceptueel kunstenaar. Hij werd vooral bekend door zijn foto's uit de woelige jaren zestig en zeventig.

## Leven en werk
Jaring groeide op op Wittenburg waar zijn vader een winkel dreef. Tijdens militaire dienst kwam hij in aanraking met de fotografie. Hij werd portretfotograaf en werkte daarnaast in de Amsterdamse haven. Door zijn gevoeligheid voor zeeziekte was werken als matroos niet voor hem weggelegd. In zijn ambitie kunstenaar te worden begon hij met schilderen maar zijn werk vond nauwelijks interesse. Vanaf 1966 was hij professioneel fotograaf.
Hij fotografeerde vooral in zwart-wit, onder andere de provo-beweging en Amsterdam als 'magisch centrum'. Hij stond vooraan bij happenings met artiesten als Robert Jasper Grootveld, Simon Vinkenoog, Johnny van Doorn en Theo Kley. Hij werd internationaal bekend door zijn foto's van de ongeregeldheden tijdens het huwelijk van prinses Beatrix en prins Claus in 1966 en van John Lennon en Yoko Ono in bed tijdens hun Bed-in for Peace in het Hiltonhotel in 1969.
De Kikvorst expeditie was een spraakmakende onderneming van Cor Jaring in de jaren zestig. Andere projecten waarbij hij als fotograaf betrokken was waren bijvoorbeeld het Deskundologisch Laboratorium en de Insekten Sekte. Vanaf 1974 was hij 23 jaar lang docent aan de AKI in Enschede. Hij maakte reizen naar onder andere Egypte, Formosa, Japan, Marokko en Rusland maar hij had op reis altijd last van heimwee en was zeer blij weer terug te zijn op zijn vertrouwde plekken in Amsterdam.
Jaring bezocht graag cafés en was een enthousiast verteller. Met zijn innemende houding maakte hij gewoonlijk al snel deel uit van zijn omgeving en wist hij als fotograaf het dagelijks leven van zowel gewone mensen als van excentriekelingen vast te leggen.
Jaring ontving in 1975 de eerste prijs van World Press Photo Amsterdam, beeld van een stad, in 1979 de Fotoprijs van Amsterdam en werd in 1986 ereburger van deze stad. In 2002 kreeg hij de Frans Banninck Cocqpenning voor 'grote verdiensten voor de fotografie in Amsterdam'.
Werk van Jaring bevindt zich onder meer in de collecties van het Gemeentemuseum Helmond en het Rijksmuseum Amsterdam. In 2007 was zijn werk te zien in Foam tijdens de tentoonstelling inside-out - photos from amsterdam collections and archives. Het kunstenaarsarchief met zijn negatieven werd in oktober 2013 overgedragen aan het Stadsarchief Amsterdam.

## Werk in openbare collecties (selectie)
- Museum Helmond
- Rijksmuseum Amsterdam
- Stadsarchief Amsterdam
- Stedelijk Museum Amsterdam[2]

## Afbeeldingen

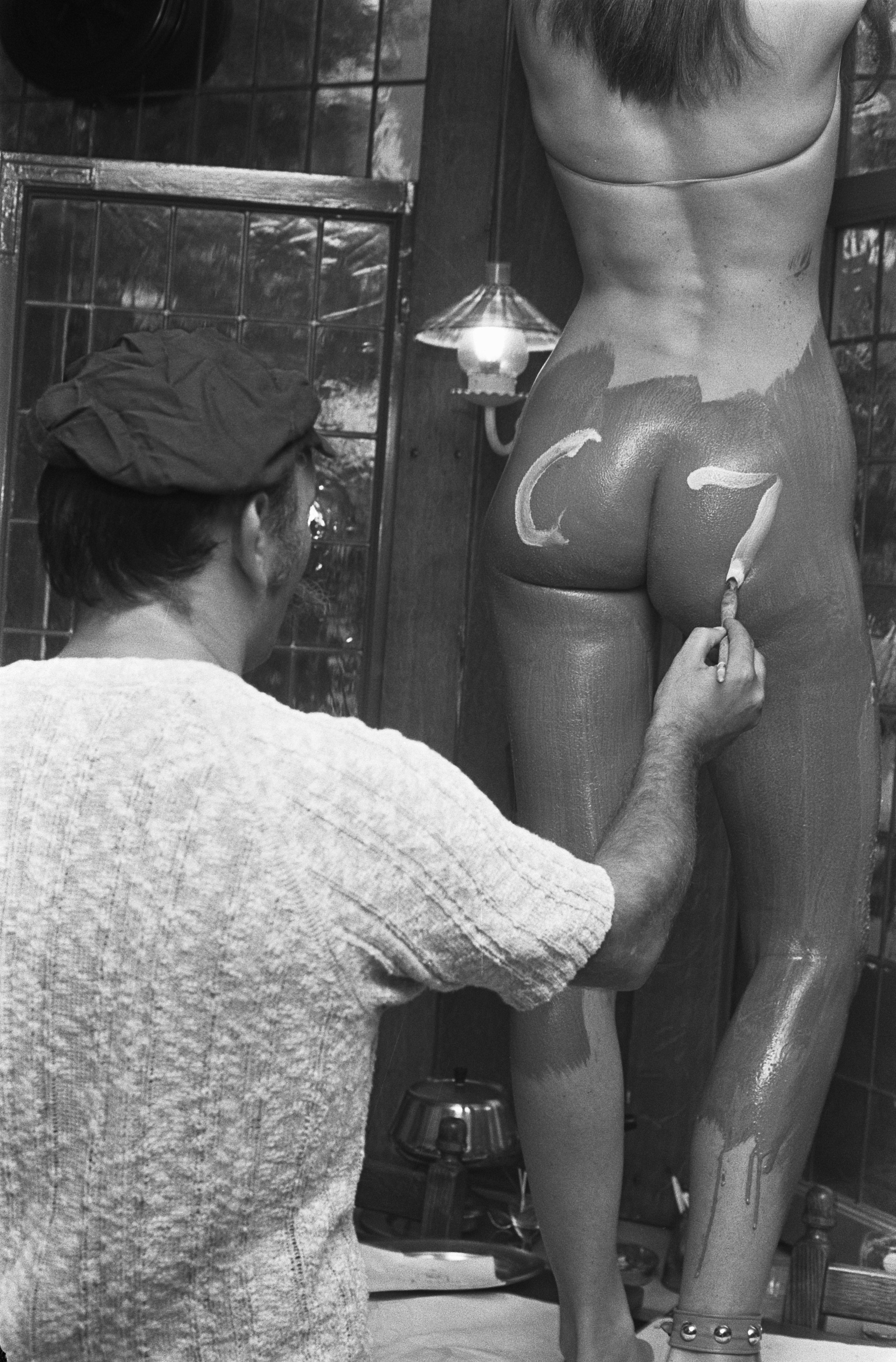
Bodypainting, september 1969
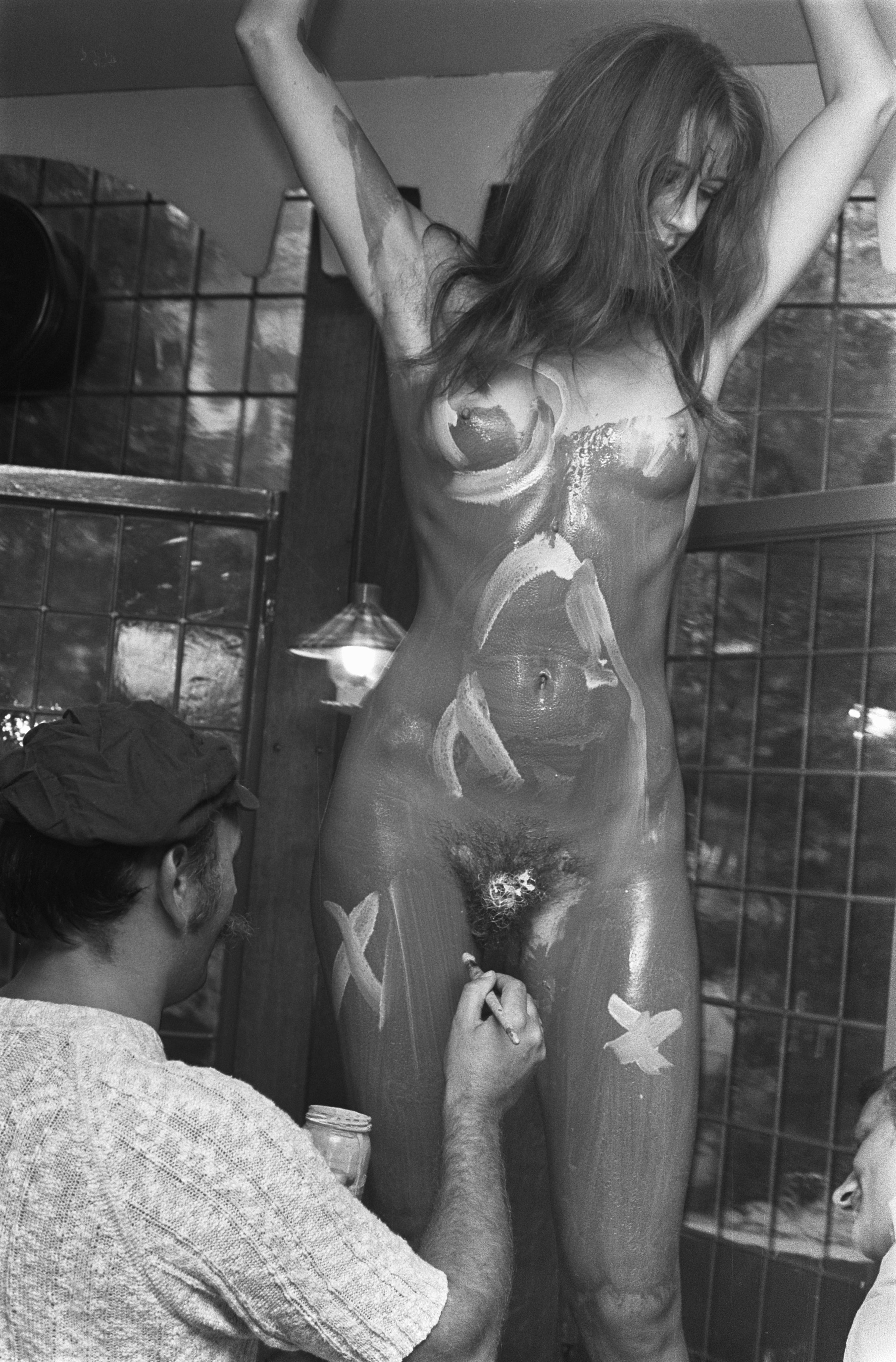
Bodypainting, september 1969
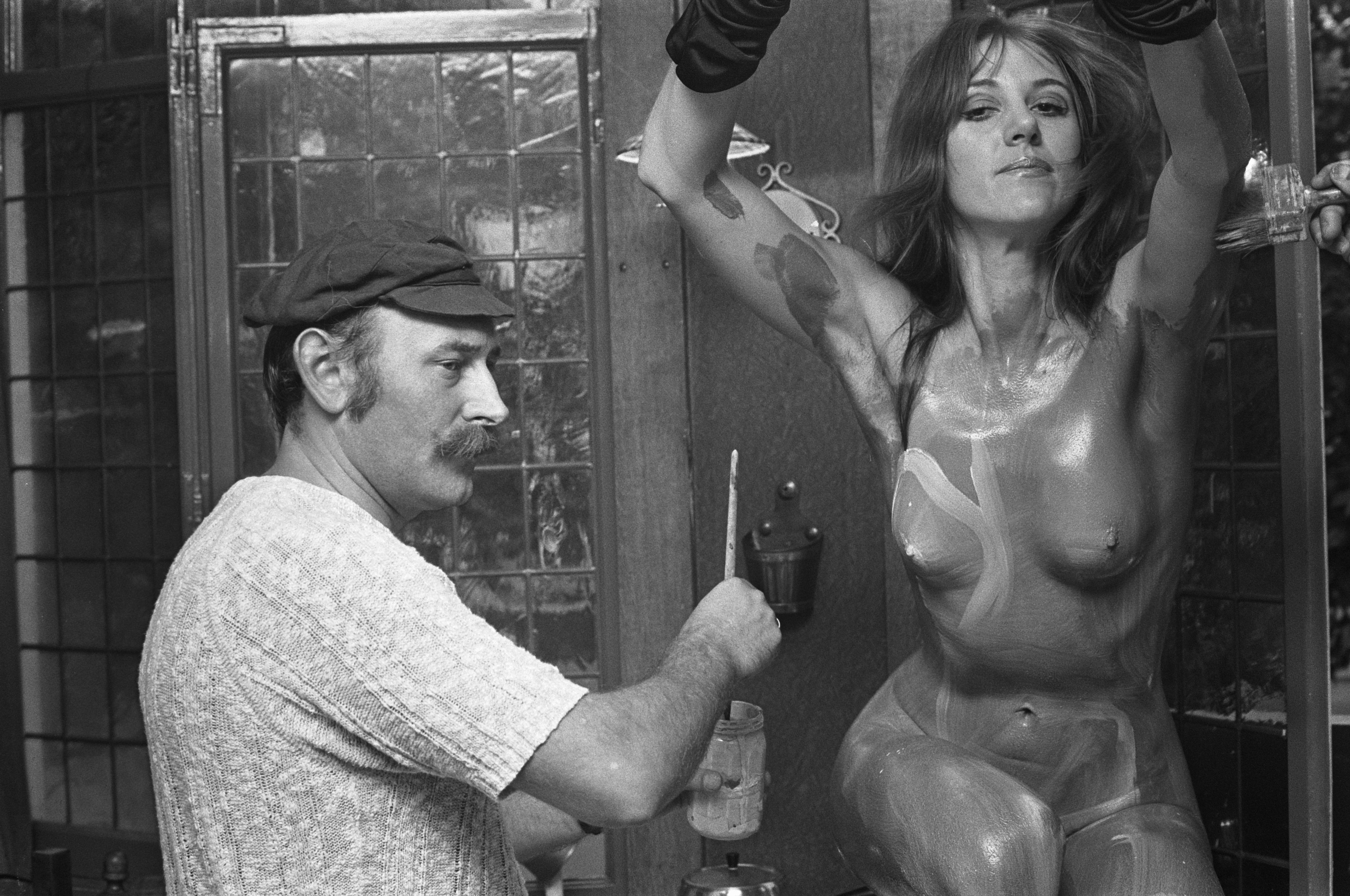
Bodypainting, september 1969